# 로로어군
로로어군(Loloish, 倮倮語) 또는 이어(彝語)는 중국 윈난성에서 주로 사용되는 중국티베트어족 계통의 언어군이다. 약 50개에서 100개 정도의 언어로 이루어지며 버마어 및 관련 언어와 가장 가깝다. 로로어와 버마어의 관계는 로로버마어군으로서 잘 정립되어 있으나 그 하위 분류에 관해서는 논란의 여지가 있다. SIL 에스놀로그 2013년판에서는 이어(Ngwi) 즉 로로어군의 총 화자 수를 약 900만 명으로 추산하였으며, 그 중 가장 규모가 큰 것은 눠쑤어로 이것이 중국에서는 표준적 언어로 여겨진다. 민족 분류 상 이족뿐 아니라 리수족, 하니족 등 다양한 관련 민족이 로로어군의 언어를 사용한다.

## 내부 분류

### Bradley (2007)
로로어군은 전통적으로 리수어와 다양한 이족 언어를 묶은 북부어군과 나머지를 모두 묶은 남부어군으로 나뉘어 왔다. 그러나 Bradley (1997)와 Thurgood (2003), p. 8에 의하면 북부와 남부 어군의 일부 언어들이 함께 중부어군을 이루며, 특히 Bradley는 남동부어군을 4번째 분파로 제시한다.
- 북부어군: 눠쑤어, 나쑤어 등
- 중부어군: 리수어-리포어(로로포어, 라로어 포함), 미차어, 라후어, 지눠어 등
- 남부어군: 아카어-하니어, 푸노이어-비쑤어, 포로어, 우공어?
- 남동부어군: 니쑤어, 푸라어, 사니어, 아자어, 크루라어, 무지어, 포와어 등

우공어는 분기적 언어로서 Bradley (1997)는 이를 버마어군에 분류했다. 투자어를 간혹 로로어군에 포함하기도 한다. 다른 미분류 로로 언어로 고키어(Gokhy), 로피어(Lopi), 아처어(Ache) 등이 있다.

### Lama (2012)
Lama (2012)는 음운과 어휘적 혁신의 공유를 기준으로 로로-버마어군을 계산 분석하여 세부 분류한다. 그는 몬지어군과 버마어군이 먼저 분기한 것으로 보고 나머지 언어를 하니어군(Hanoish), 라후어군(Lahoish), 나시어군(Naxish), 누쑤어군(Nusoish), 카초어군(Kazhuoish), 리수어군(Lisoish), 니쑤어군(Nisoish)로 차례로 분기시킨다.